# Dwór w Wojciechowie
Dwór w Wojciechowie – zabytkowy dwór wybudowany w XVIII w. w  miejscowości Wojciechów (powiat złotoryjski).
Dwór zbudowany w 1782, przebudowany na pałac w 1891; kryty dachem mansardowym, wejście do pałacu od frontu, u podnóża wieży, zwieńczonej dachem hełmowym, między dwiema kolumnami toskańskimi w portyku podtrzymującymi półkolisty fronton typu fr. circulaire, w którym znajdują się dwa kartusze z herbami szlacheckimi: Carla von  Haugwitza (zm. 1738, po lewej) oraz Evy von Tschammer (1686-1752, po prawej) z Czerniny Dolnej. Dwór jest częścią zespołu dworskiego z XVIII-XIX w., w skład którego wchodzi jeszcze park.

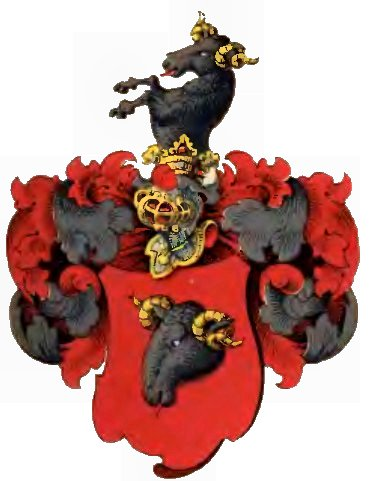
Herb von  Haugwitz
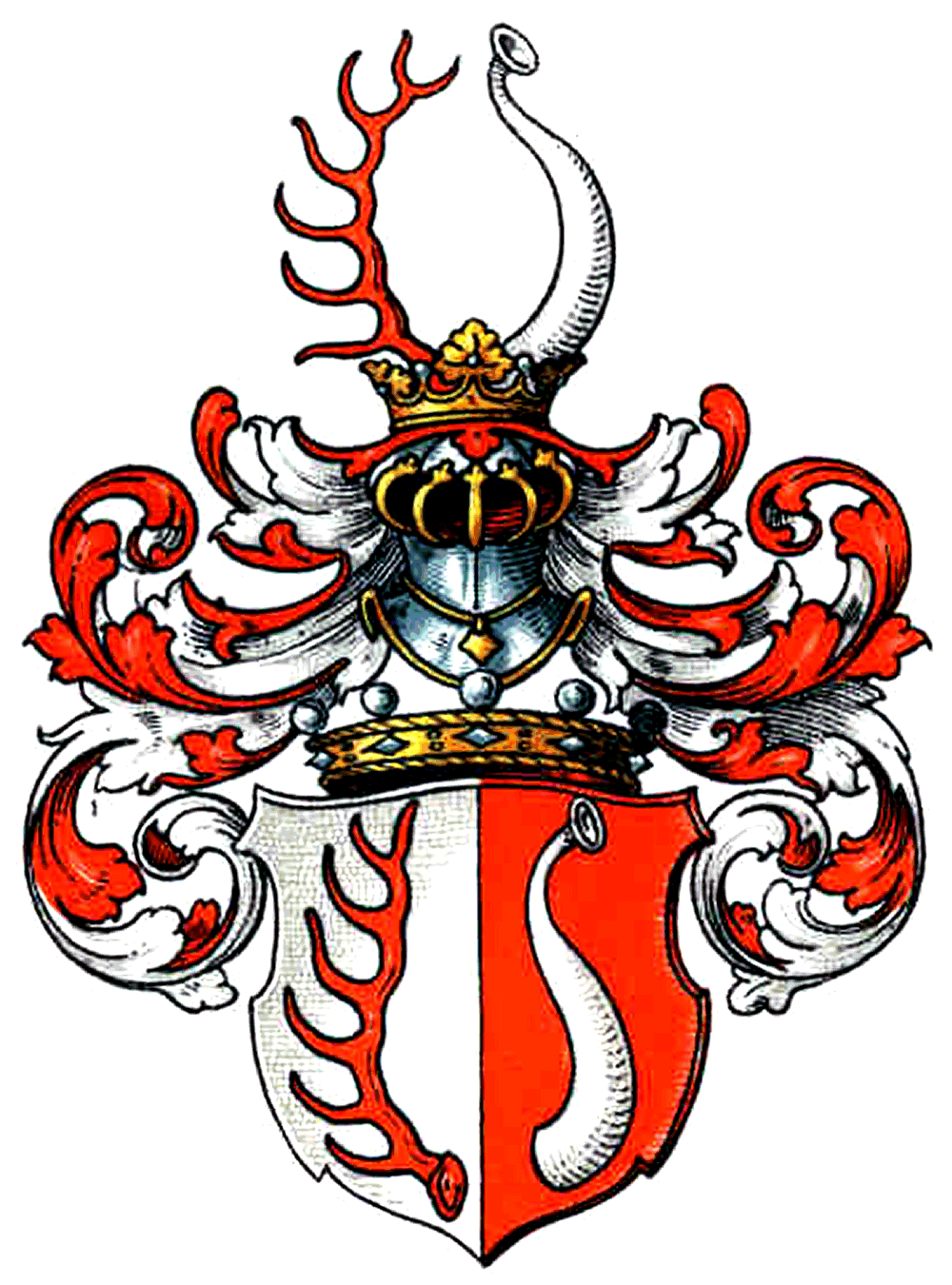
Herb von Tschammer